# はにぽんシャトル
はにぽんシャトルは、埼玉県本庄市が運行するコミュニティバスである。市内に本社を置く貸切バス事業者の本庄観光株式会社（本庄市都島155-1）に運行を委託している。
かつて本庄市では本庄市市内循環バスを運行していたが、本庄市の公共交通政策見直しに伴い、2013年9月30日をもって廃止され、定時定路線の「はにぽんシャトル」とデマンド型交通の「はにぽん号・もといずみ号」に再編された。
なお本項では「はにぽん号・もといずみ号」（運行は朝日自動車へ委託）についても併せて記述する。過去に運行されていたコミュニティバスについては、本庄市市内循環バスの記事を参照。

## はにぽんシャトル
「はにぽんシャトル」は、本庄市が運行主体となり、市内の主要駅であるJR高崎線本庄駅と、上越新幹線本庄早稲田駅を定期運行で結ぶ交通サービスである。車両はワンボックスカーを使用する（本庄市では「ワゴン車」と称している）。乗車には予約は不要で、平日、土休日とも同一ダイヤで年中無休で運行している。停留所は全8箇所。専用車両として、本庄市内の遺跡で発掘された「笑う盾持人物埴輪」を擬人化した本庄市のゆるキャラ「はにぽん」が描かれた白色のトヨタ・ハイエースを使用する。専用バス停留所にも「はにぽん」の顔が描かれている。はにぽんシャトルには、系統番号「ほん01」が付与されている。車両は本庄観光が保有する営業用（緑ナンバー）車両である。
運賃は均一運賃で、乗車時に乗務員へ降車地を申告する。

### 運賃・乗車券類
- 大人（中学生以上）200円、小人（小学生）100円。未就学児は無料[2][4]。
- 各種障害者手帳（身体障害者手帳、療育手帳、精神障害者保健福祉手帳）の提示により運賃半額となる。障害者手帳アプリ「ミライロID」も利用できる[4]。
- 運賃支払いには現金のほか、専用回数券（はにぽん号・もといずみ号と共通）が利用できる[4]。交通系ICカードは利用できない[2]。
- はにぽんシャトル、はにぽん号、朝日自動車の一般路線バスの一部路線の乗り継ぎには、乗継券による割引制度がある。乗車時に乗務員へ申告して乗継券を受け取る[4]。

### 路線
全停留所を記載。
- 本庄駅南口 - 駅南交番前 - 南本町 - けや木 - 新田原 - 法務局南 - 久下塚 - 本庄早稲田駅北口[4]

## はにぽん号・もといずみ号
「はにぽん号・もといずみ号」は、事前の電話予約に応じて運行されるデマンド型交通である。運行は朝日自動車（本庄営業所）に委託している。運行地域と車両は以下のとおり。
- はにぽん号
  - 本庄北 - 車両はトヨタ・ハイエース（9人乗り）を使用[7]。
  - 本庄南・児玉市街地 - 車両はセダン型タクシー（4人乗り）を使用[7]。
- もといずみ号
  - 児玉山間 - 車両はトヨタ・ハイエースを使用[7]。

### 運賃・乗車券類
- 大人（中学生以上）300円、小人（小学生）150円、未就学児は無料[5]。
- 運賃支払いには現金のほか、専用回数券（はにぽんシャトルと共通）が利用できる[5]。
- 障害者割引、乗継割引については「はにぽんシャトル」と共通[5]。